# Józef Maria Poniatowski

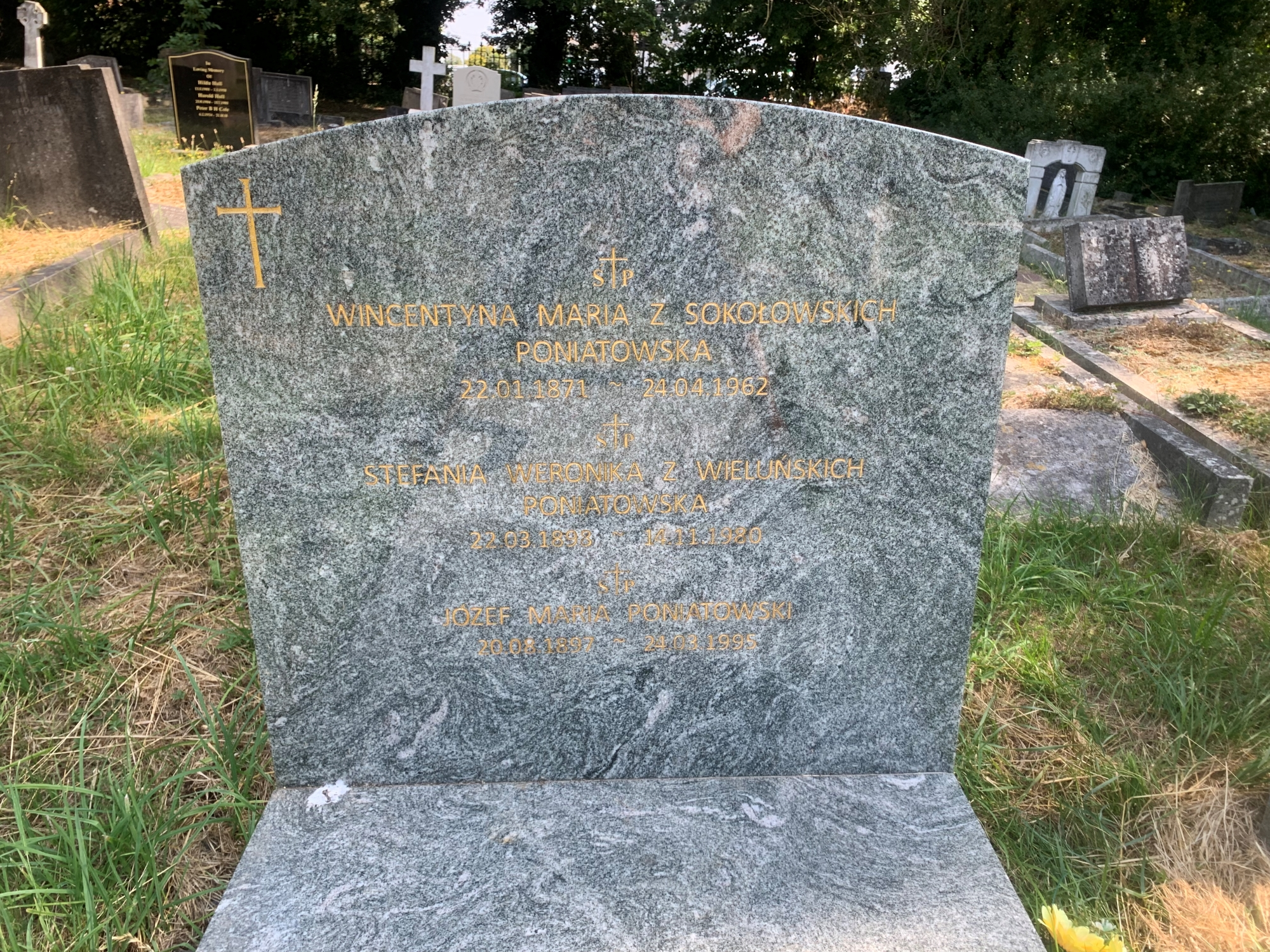
Grób Józefa Marii Poniatowskiego

Józef Maria Poniatowski, ps. „Sokolnicki” (ur. 20 sierpnia 1897 w Cepcewiczach Wielkich, zm. 24 marca 1995 w Londynie) – polski ekonomista, poseł na Sejm RP III kadencji (1930–1935), minister spraw krajowych w Rządzie RP na Uchodźstwie (1972–1976).

## Życiorys
Urodził się 20 sierpnia 1897 w Cepcewiczach Wielkich, pow. sarneńskim, w rodzinie Szczęsnego i Marii z Sokołowskich. Jego bratem stryjecznym był Juliusz Poniatowski. Od 1916 był członkiem Polskiej Organizacji Wojskowej, od kwietnia do listopada 1918 komendantem POW w okręgu sarneńskim. Maturę zdał w 1917 w szkole handlowej Towarzystwa Rozpowszechniania Średniego Wykształcenia Handlowego w Kijowie. Od listopada 1918 do grudnia 1920 służył w Wojsku Polskim, w baonie szturmowym we Włodzimierzu Wołyńskim, skończył też szkołę podchorążych. Walczył w wojnie polsko-bolszewickiej, w czasie której został ranny. Był odznaczony Krzyżem Walecznych.
Po zakończeniu służby wojskowej studiował w Wyższej Szkole Handlowej w Warszawie, następnie pracował jako asystent w Katedrze Geografii Ekonomicznej WSH (1924–1928). W 1924 podjął studia uzupełniające w Szkole Głównej Gospodarstwa Wiejskiego w Warszawie. W latach 1928–1939 był wykładowcą geografii gospodarczej w Wyższej Szkole Dziennikarskiej w Warszawie i był członkiem zwyczajnym Towarzystwa WSD. Równocześnie kierował Oddziałem Rolnym Instytutu Badania Koniunktur Gospodarczych i Cen (1928–1930). Był także prezesem Związku Izb i Organizacji Rolniczych Rzeczypospolitej Polskiej oraz członkiem związanego z pismem Klubu Gospodarki Narodowej – stowarzyszenia zrzeszającego młodych ekonomistów. W 1931 należał do założycieli pisma „Gospodarka Narodowa”, następnie należał do komitetu redakcyjnego pisma. Był także przewodniczącym komitetu redakcyjnego miesięcznika „Rolnictwo”. W swojej publicystyce zajmował się przede wszystkim polityką rolną i gospodarczą państwa. W 1933 został członkiem Sądu Kartelowego. Należał do zwolenników aktywnej interwencji Państwa na rynku rolnym oraz polityki antykartelowej. Opublikował m.in. Produkcja zbożowa w Rumunii (1928), Produkcja zbóż a pojemność rynku (1934), Przeludnienie wsi i rolnictwa (1936).
W latach 1930–1935 był posłem na Sejm RP z listy BBWR, wybranym w okręgu nr 60 (Pińsk). W sejmie pracował jako sekretarz parlamentarnego Koła Rolników, był także członkiem Komisji Rolnej i Przemysłowo-Handlowej oraz Komisji Robót Publicznych. Od 1936 do wybuchu II wojny światowej pełnił funkcję dyrektora Biura Ekonomicznego przy Prezydium Rady Ministrów. Członek Zarządu Głównego Towarzystwa Rozwoju Ziem Wschodnich w 1939 roku. Po wybuchu II wojny światowej był internowany w Rumunii, od 1940 służył w wojsku polskim na Bliskim Wschodzie, od 1942 w Armii Polskiej na Wschodzie, następnie 2 Korpusie Polskim, w stopniu porucznika, od 1942 do października 1944 był redaktorem naczelnym pisma „Orzeł Biały”.
Po II wojnie światowej pozostał na emigracji. W latach 1948–1950 wykładał demografię i ekonomię rolniczą w Polish University College w Londynie, w latach 1954–1955 pracował w New College w Oksfordzie. W 1951 był współzałożycielem i następnie członkiem Instytutu Badań Zagadnień Krajowych, a w latach 1954–1957 prezesem Instytutu. Od 1960 był członkiem korespondentem, a od 1973 członkiem czynnym Polskiego Towarzystwa Naukowego na Obczyźnie. W 1981 otrzymał doktorat honoris causa Polskiego Uniwersytetu Na Obczyźnie.
Od 1949 był członkiem Głównego Komitetu Wykonawczego Ligi Niepodległości Polski, w latach 1951–1953 członkiem IV Rady Narodowej Rzeczypospolitej Polskiej. Z ramienia Ligi Niepodległości Polski wszedł do pozostającej w opozycji do Prezydenta RP Augusta Zaleskiego, utworzonej w 1954 roku Tymczasowej Rady Jedności Narodowej. W latach 1967–1972 był kierownikiem działu spraw krajowych w Egzekutywie Zjednoczenia Narodowego, a od 1972 do 1976 ministrem spraw krajowych w pierwszym i drugim rządzie Alfreda Urbańskiego z ramienia LNP (z funkcji ustąpił w styczniu 1976). W latach 1973–1989 zasiadał w Radzie Narodowej RP V, VI i VII kadencji.
Od 1931 był mężem Stefanii Wieluńskiej.
Został pochowany na Beckenham Cemetery (E1 24744)  w Londynie.

## Ordery i odznaczenia
- Krzyż Komandorski Orderu Odrodzenia Polski (1984)[8]
- Krzyż Niepodległości z Mieczami (16 września 1931)[9]
- Krzyż Oficerski Orderu Odrodzenia Polski
- Krzyż Walecznych (trzykrotnie, po raz pierwszy w 1921)[10]
- Złoty Krzyż Zasługi (11 listopada 1936)[11]